# Ataenius borgmeieri
Ataenius borgmeieri är en skalbaggsart som beskrevs av Hinton 1936. Ataenius borgmeieri ingår i släktet Ataenius och familjen Aphodiidae. Inga underarter finns listade.